# Jean-François Domergue
Jean-François Domergue (Nîmes, 23 giugno 1957) è un allenatore di calcio ed ex calciatore francese, di ruolo difensore.

## Carriera
È stato campione d'Europa con la Francia all'europeo 1984, segnando una doppietta nella semifinale giocata a Marsiglia contro il Portogallo.

## Palmarès

### Giocatore

#### Club
- Coppa delle Alpi: 1

Bordeaux: 1980

#### Nazionale
- Campionato d'Europa: 1

1984